# قسطرة
القثطرة أو القسطرة في الطب هي عملية إدخال أنبوب معدني أو مطّاطي يسمى قسطر، في جسم الإنسان لسحب أو حقن السوائل من وإلى تجاويف الجسم أو الأوعية أو القنوات المختلفة، أو لإدخال أدوات جراحية مثل البالونات أو الشبكات المعدنية أو المستشعرات المختلفة.

## أنواع
يوجد العديد من أنواع القساطر وعمليات القسطرة وذلك للاستخدامات المختلفة، مثل:
- قسطرة بول: تدخل في مجرى البول لتفريغ المثانة.
- قسطرة حالب
- قسطرة شريانية
- قسطرة وريدية
- قسطرة القلب
- قسطرة النخاع الشوكي وقسطرة فوق الجافية: وتستخدمان في عمليات التخدير الموضعي.